# Neocalanus tonsus
Neocalanus tonsus är en kräftdjursart som först beskrevs av Brady 1883.  Neocalanus tonsus ingår i släktet Neocalanus och familjen Calanidae. Inga underarter finns listade i Catalogue of Life.